# Diane Cilento
Elizabeth Diane Cilento, född 5 oktober 1933 i Mooloolaba, Queensland, död 6 oktober 2011 i Cairns, Queensland, var en australisk teater- och filmskådespelare samt författare.
Hon nominerades vid Oscarsgalan 1964 i kategorin bästa kvinnliga biroll för rollen i filmen Tom Jones! (1963). Mellan åren 1962 och 1973 var hon gift med skådespelaren Sean Connery. Deras son är skådespelaren Jason Connery.

## Filmografi (urval)
- 1952 – Moulin Rouge
- 1957 – Skeppsbrutna i paradiset
- 1959 – Jet Storm
- 1961 – Den nakna eggen
- 1963 – Tom Jones!
- 1965 – Vånda och extas
- 1967 – Hombre
- 1973 – Hitlers sista dagar
- 1973 – Dödlig skörd